# ویکی‌پدیای پرتغالی
ویکی‌پدیای پرتغالی (به پرتغالی: Wikipédia em português) نسخه پرتغالی وب‌گاه ویکی‌پدیا است و در ژوئن ۲۰۰۱ ایجاد شده است و در ۲۲ ژوئن ۲۰۰۸ به ۴۰۱٬۰۰۰ مقاله رسید.
تا تاریخ ۲۳ مه ۲۰۱۱ این دانش‌نامه با بیش از ۶۸۴٬۰۰۰ مقاله در رتبهٔ دهم ویکی‌پدیاها قرار داشت.
تا ۸ ژانویه ۲۰۱۲، این دانش‌نامه با بیش از ۷۰۹ هزار مقاله در رده دهم زبان‌های ویکی‌پدیاها می‌باشد.
ویکی‌پدیای پرتغالی، هم‌اکنون ۲۶ مارس ۲۰۲۵ میلادی، تعداد ۳٬۲۰۵٬۳۹۵ کاربرِ ثبت‌نام‌کرده، ۵۲ مدیر، و ۱٬۱۴۵٬۷۹۶ مقاله دارد.